# FA Cup 1880-81
Football Association Challenge Cup 1880-81 var den tiende udgave af Football Association Challenge Cup, nutildags bedre kendt som FA Cup. 62 klubber var tilmeldt turneringen, der blev afviklet som en cupturnering. Fem af klubberne trak sig imidlertid inden deres første kamp, så turneringen fik reelt deltagelse af 57 klubber, hvilket var ny deltagerrekord. Den første kamp blev spillet den 16. oktober 1880, og finalen blev afviklet den 9. april 1881 på Kennington Oval i London, hvor Old Carthusians FC vandt 3-0 over Old Etonians FC. Det var Old Carthusians' første FA Cup-triumf, og det skulle også blive klubbens eneste finale. Det var fjerde gang, at Old Etonians FC havde spillet sig frem til FA Cup-finalen – og tredje gang at holdet tabte.

## Resultater

### Første runde
Første runde blev spillet i perioden 16. oktober – 27. november 1880 og havde deltagelse af 62 hold, der spillede om 31 pladser i anden runde.
| Dato   | Kamp                                          | Res.  |
| ------ | --------------------------------------------- | ----- |
| 16.10. | Turton FC – Brigg Britannia FC                | 5–0   |
| 23.10. | Old Carthusians FC – Saffron Walden FC        | 7–0   |
| 30.10. | Astley Bridge FC – Eagley FC                  | 4–0   |
| 30.10. | Aston Villa FC – Wednesbury Strollers FC      | 5–3   |
| 30.10. | Blackburn Rovers FC – Sheffield Providence FC | 6–2   |
| 30.10. | Marlow FC – Clarence FC                       | 6–0   |
| 30.10. | Sheffield FC – Blackburn Olympic FC           | 5–4   |
| 4.11.  | Notts County FC – Derbyshire FC               | 4–4   |
| 6.11.  | Brentwood FC – Old Etonians FC                | 00–10 |
| 6.11.  | Hertfordshire Rangers FC – Barnes FC          | 6–0   |
| 6.11.  | Spilsby FC – Stafford Road Works FC           | 0–7   |
| 6.11.  | St Peter's Institute FC – Hendon FC           | 1–8   |
| 6.11.  | Swifts FC – Old Foresters FC                  | 1–1   |
| 6.11.  | West End FC – Hanover United FC               | 1–0   |
| 11.11. | Calthorpe FC – Grantham FC                    | 1–2   |
| 13.11. | Acton FC – Kildare FC                         | 1–1   |
| 13.11. | Clapham Rovers FC – Finchley FC               | 15–00 |
| 13.11. | Darwen FC – Brigg Town FC                     | 8–0   |
| 13.11. | Grey Friars FC – Windsor Home Park FC         | 0–0   |
| 13.11. | Maidenhead FC – Old Harrovian AFC             | 1–1   |

| Dato    | Kamp                                    | Res. |
| ------- | --------------------------------------- | ---- |
| 13.11.  | Mosquitos FC – Upton Park FC            | 1–8  |
| 13.11.  | Reading FC – Hotspur FC                 | 5–1  |
| 13.11.  | Reading Abbey FC – St Albans FC         | 1–0  |
| 13.11.  | Rochester FC – Dreadnought FC           | 1–2  |
| 13.11.  | Romford FC – Reading Minster FC         | 1–1  |
| 13.11.  | Royal Engineers AFC – Remnants FC       | 0–0  |
| 13.11.  | Weybridge FC – Henley FC                | 3–0  |
| –       | Nottingham Forest FC – Caius College FC | w.o. |
| –       | Pilgrims FC – Old Philberdians FC       | w.o. |
| –       | Rangers FC – Wanderers FC               | w.o. |
| –       | The Wednesday FC – Queen's Park FC      | w.o. |
| Omkampe |                                         |      |
| 20.11.  | Kildare FC – Acton FC                   | 0–5  |
| 20.11.  | Old Foresters FC – Swifts FC            | 1–2  |
| 20.11.  | Old Harrovian AFC – Maidenhead FC       | 0–1  |
| 20.11.  | Remnants FC – Royal Engineers AFC       | 0–1  |
| 20.11.  | Windsor Home Park FC – Grey Friars FC   | 1–3  |
| 27.11.  | Derbyshire FC – Notts County FC         | 2–4  |
| –       | Romford FC – Reading Minster FC         | w.o. |

### Anden runde
Anden runde blev spillet i perioden 4. – 16. december 1880 og havde deltagelse af de 26 af de 31 hold, der var gået videre fra første runde. Holdene spillede om 13 pladser i tredje runde, mens de resterede fem hold, Clapham Rovers FC, Hertfordshire Rangers FC, Notts County FC, Rangers FC og Romford FC, var oversiddere i denne runde og gik derfor uden kamp videre til tredje runde.
| Dato   | Kamp                                  | Res. |
| ------ | ------------------------------------- | ---- |
| 4.12.  | Nottingham Forest FC – Aston Villa FC | 1–2  |
| 4.12.  | Old Etonians FC – Hendon FC           | 2–0  |
| 9.12.  | Royal Engineers AFC – Pilgrims FC     | 1–0  |
| 11.12. | Grantham FC – Stafford Road Works FC  | 1–1  |
| 11.12. | Grey Friars FC – Maidenhead FC        | 1–0  |
| 11.12. | Marlow FC – West End FC               | 4–0  |
| 11.12. | Old Carthusians FC – Dreadnought FC   | 5–1  |
| 11.12. | Reading Abbey FC – Acton FC           | 2–1  |

| Dato    | Kamp                                   | Res. |
| ------- | -------------------------------------- | ---- |
| 18.12.  | Astley Bridge FC – Turton FC           | 0–3  |
| 18.12.  | Blackburn Rovers FC – The Wednesday FC | 0–4  |
| 18.12.  | Reading FC – Swifts FC                 | 0–1  |
| 18.12.  | Sheffield FC – Darwen FC               | 1–5  |
| 18.12.  | Weybridge FC – Upton Park FC           | 0–3  |
| Omkampe |                                        |      |
| 16.12.  | Stafford Road Works FC – Grantham FC   | 7–1  |

### Tredje runde
Tredje runde blev spillet i perioden 8. januar – 12. februar 1881 og havde deltagelse af tolv af de hold, der var gået videre fra tredje runde, og som spillede om seks ledige pladser i fjerde runde. Seks hold var oversiddere i denne runde, Darwen FC, Grey Friars FC, Marlow FC, Old Carthusians FC, Stafford Road Works FC og Upton Park FC, og de gik dermed videre til fjerde runde uden kamp.
| Dato  | Kamp                                       | Res. |
| ----- | ------------------------------------------ | ---- |
| 8.1.  | Turton FC – The Wednesday FC               | 0–2  |
| 8.1.  | Clapham Rovers FC – Swifts FC              | 2–1  |
| 5.2.  | Hertfordshire Rangers FC – Old Etonians FC | 0–3  |
| 9.2.  | Royal Engineers AFC – Rangers FC           | 6–0  |
| 12.2. | Notts County FC – Aston Villa FC           | 1–3  |
| 12.2. | Romford FC – Reading Abbey FC              | 2–0  |

### Fjerde runde
Fjerde runde blev spillet i perioden 5. – 19. februar 1881 og havde deltagelse af de tolv hold, der var gået videre fra tredje runde, og som spillede om seks ledige pladser i kvartfinalerne.
| Dato  | Kamp                                     | Res. |
| ----- | ---------------------------------------- | ---- |
| 5.2.  | Darwen FC – The Wednesday FC             | 5–2  |
| 12.2. | Clapham Rovers FC – Upton Park FC        | 5–4  |
| 19.2. | Aston Villa FC – Stafford Road Works FC  | 2–3  |
| 19.2. | Old Carthusians FC – Royal Engineers AFC | 2–0  |
| 19.2. | Old Etonians FC – Grey Friars FC         | 4–0  |
| 19.2. | Romford FC – Marlow FC                   | 2–1  |

### Kvartfinaler
Kvartfinalerne havde deltagelse af fire af de seks hold, der gik videre fra tredje runde, som spillede om tre pladser i semifinalerne.
| Dato  | Kamp                                     | Res.  |
| ----- | ---------------------------------------- | ----- |
| 5.3.  | Darwen FC – Romford FC                   | 15–00 |
| 19.3. | Old Carthusians FC – Clapham Rovers FC   | 3–1   |
| 19.3. | Stafford Road Works FC – Old Etonians FC | 1–2   |

### Semifinale
Semifinalen havde deltagelse af to af de tre hold, der gik videre fra kvartfinalerne. På grund af det ulige antal hold var Old Etonians FC oversidder i denne runde og gik derfor videre til finalen uden kamp.
| Dato  | Kamp                           | Res. | Spillested              |
| ----- | ------------------------------ | ---- | ----------------------- |
| 26.3. | Old Carthusians FC – Darwen FC | 4–1  | Kennington Oval, London |

### Finale
| Dato | Kamp                                 | Res. | Tilskuere | Spillested              |
| ---- | ------------------------------------ | ---- | --------- | ----------------------- |
| 9.4. | Old Carthusians FC – Old Etonians FC | 3–0  | 4.000     | Kennington Oval, London |